# Interlude (Lutosławski)
Interlude is een compositie van de Poolse componist Witold Lutosławski. 
Het idee voor deze compositie kwam van dirigent Paul Sacher, die een interlude zocht tussen twee andere werken van de componist. Sacher vroeg om een overgangswerk tussen Partita voor viool en orkest en Chain 2, dat ook geschreven is voor viool en orkest. Het stuk wijkt sterk af van de Partita en Chain 2. De partijen voor de strijkers is haast statisch zonder enige melodielijn en tempo. Tegenover die zeven minuten durende lijn in de strijkers staan de interrupties van de andere muziekinstrumenten. Zij hebben allemaal hun eigen solootje.
De solist in Partita en Chain 2 krijgt zo even pauze. De eerste keer dat Interlude werd toegepast/gespeeld was tijdens een concert dat Anne-Sophie Mutter gaf met het Münchner Philharmoniker onder leiding van de componist.
De interlude is geschreven voor een kamerorkestbezetting:
- 1 piccolo, 1 hobo tevens althobo, 2 klarinetten,  1 fagot
- 1  trompet, 1 trombone
- percussie, 1 harpen, 1  piano tevens celesta
- 4 violen (2 eerste, 2 tweede), 2 altviolen, 2 celli, 1 contrabas

## Discografie
- Uitgaven Naxos
  - bestelnr. 8.572450 plaatst Interlude tussen Partita en Chain 2 in een uitvoering onder leiding van de componist
  - bestelnr. 8.553202 plaatst Interlude als zelfstandig werk in een uitvoering van het Pools Nationaal Radio-Symfonieorkest onder leiding van Antoni Wit